# Еран (Калвадос)
Еран (фр. Airan) насеље је и општина у северној Француској у региону Доња Нормандија, у департману Калвадос која припада префектури Кан.
По подацима из 2011. године у општини је живело 688 становника, а густина насељености је износила 50,96 становника/km². Општина се простире на површини од 13,5 km². Налази се на средњој надморској висини од 30 метара (максималној 64 m, а минималној 22 m).

## Демографија
| 1962. | 1968. | 1975. | 1982. | 1990. | 1999. | 2011. |
| ----- | ----- | ----- | ----- | ----- | ----- | ----- |
| 312   | 358   | 437   | 662   | 740   | 692   | 688   |

График промене броја становника у току последњих година